# Werner Striese

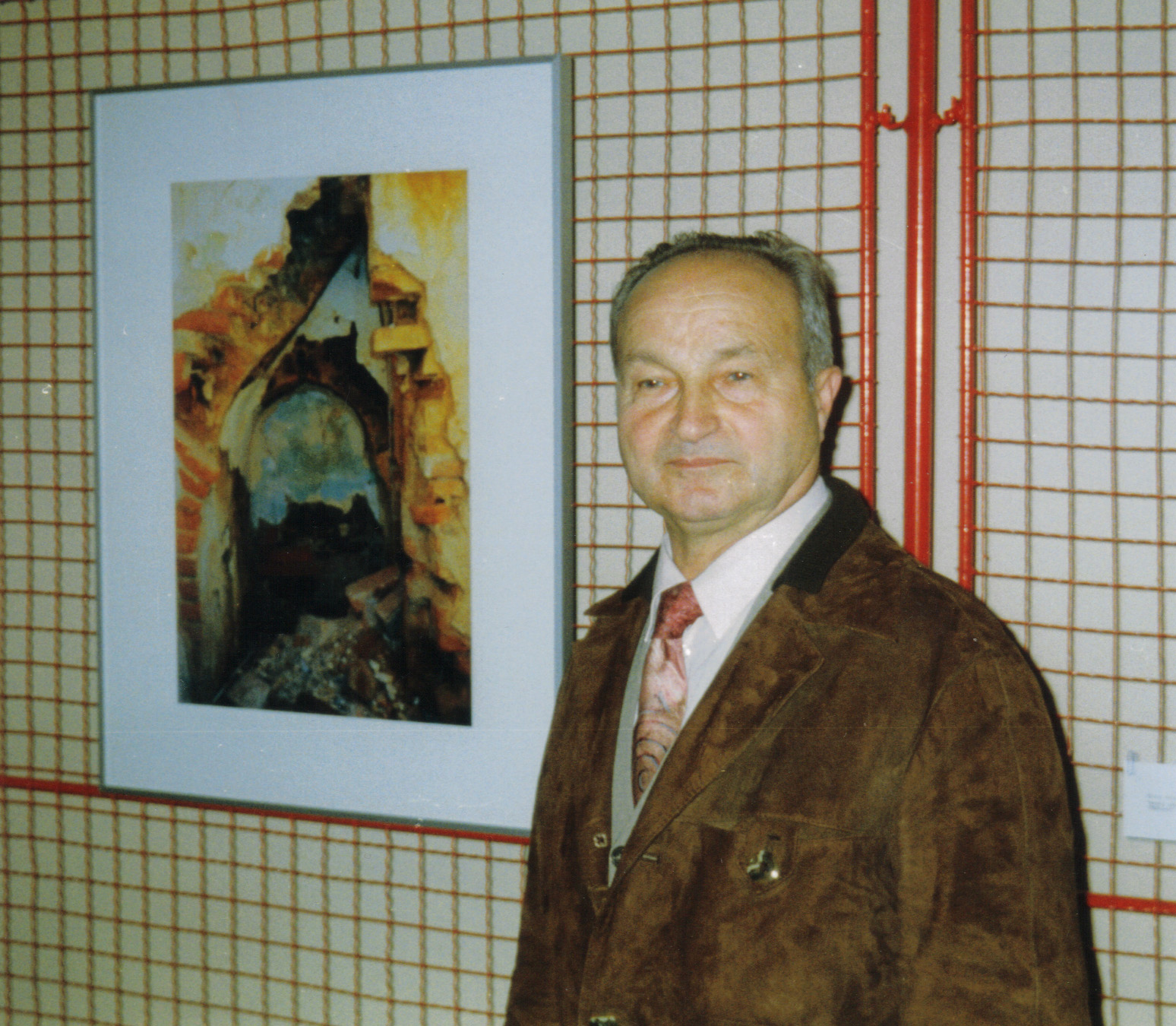
Werner Striese (2001)

Werner Striese (* 26. Oktober 1929 in Steinsdorf, Landkreis Goldberg, Niederschlesien; † 11. September 2020 in Bad Urach) war ein deutscher Bildhauer und Fotokünstler.

## Leben
Seine Ausbildung zum Holzbildhauer und Kunsttischler begann er an der Holzschnitzschule Bad Warmbrunn unter Ernst Rülke, dem letzten Direktor dieser Schule. Nach dem Zweiten Weltkrieg setzte er seine Studien fort in Leipzig, Bonlanden und Stuttgart, hier wieder bei Ernst Rülke. Seit 1950 arbeitete Striese auch als Fotokünstler (Foto-/Pressedesign und Bildgestaltung).
Striese gehörte mit Elsbeth Siebenbürger, ebenfalls Schülerin der Warmbrunner Holzschnitzschule, der Künstlergilde Esslingen an. In seinem Wohnort Bad Urach fertigte er Möbel und Drechslereiprodukte, schaffte Intarsienarbeiten, Alu- und Holzplastiken. Er arbeitete auch als Lehrmeister.
Striese erhielt mehrere Preise und Auszeichnungen.

## Ausstellungen (Auswahl)
Seine Werke, sowohl die Holzarbeiten als auch seine Fotografien, zeigte er auf zahlreichen Gruppen- und Einzelausstellungen in seiner schlesischen Heimat in Polen, Tschechien sowie in Deutschland. Ausstellungen jüngeren Datums waren unter anderen:
- Mai 2006: Die Bäume, Ausstellung Nationalpark Riesengebirge in Hermsdorf/Schlesien
- November 2006 – März 2007: Winter im Riesengebirge. Photographische Impressionen von Werner Striese, Ausstellung der Stiftung „Kulturwerk Schlesien“ im Grafschaftsmuseum Wertheim
- September 2007: Werner Striese, Bad Urach-Warmbrunn/Rsgb.: Erinnerungen an das Riesengebirge. Ausstellung des Heimatkreises Hohenelbe Riesengebirge e.V. im Riesengebirgsmuseum Marktoberdorf/Allgäu

## Veröffentlichungen
- Reisen und Erleben „Riesengebirge“ (2-sprachige Freizeit- und Ausflugskarte), Fotograf u. a. Werner Striese, Verlag Höfer, 2005, ISBN 3-931103-23-4
- Schlesischer Bildkalender 2008, Fotograf u. a. Werner Striese, Aufstieg Verlag Landshut, 2007, ISBN 3-7612-0276-8
- Sudetenland in Farbe 2008 (Kalender), Fotograf u. a. Werner Striese, Verlag Orion-Heimreiter, 2007, ISBN 3-89093-617-2
- Deutsche Kulturlandschaften 2008 (Kalender), Fotograf u. a. Werner Striese, Verlag Orion-Heimreiter, 2007, ISBN 3-89093-625-3